# Дискографија Шабана Шаулића
Шабан Шаулић био је српски пјевач фолк и поп-фолк музике. Музиком се професионално бавио од 1969. године. Током своје каријере издао је 29 албума, 22 сингла и 32 компилације.

## Албуми

### Тужно ветри гором вију(1974)
Тужно ветри гором вију је први музички албум Шабана Шаулића; изашао је 1974. године. На албуму се налазе сљедеће пјесме:
1. Како си мајко, како си оче
2. Два ока њена
3. Немој драга
4. Нека се пјева
5. Удаше те твоји
6. Љубав наша прошлости припада
7. Душа ме боли, драга
8. Како, мајко, да ти кажем
9. Илда и Ахмет
10. Не чекај, мајко, сина
11. Волим те ја
12. Тужно ветри гором вију

### Шабан Шаулић(1975)
Шабан Шаулић је други музички албум Шабана Шаулића; изашао је 1975. године. На албуму се налазе сљедеће пјесме:
1. Ти си сада срећна
2. Горе писма, сведоци љубави
3. Волео сам твоје плаве очи
4. Тамо код најдаљих брда
5. Кад љубави дође крај
6. На столу писмо од мајке
7. Веровах ти
8. Ти мотику а ја плуг
9. Ах, мерака у вечери ране
10. Нећу због ње да се кајем

### Дођи да остаримо заједно(1978)
Дођи да остаримо заједно је трећи музички албум Шабана Шаулића; изашао је 1978. године. На албуму се налазе сљедеће пјесме:
1. Санела
2. Лепи дани мог детињства
3. Мој животе, друг ми ниси био
4. Сврати, рече човек
5. Данима те чекам
6. Живот ме води суђеној жени
7. Дођи да остаримо заједно
8. Опрости ми ако можеш
9. Једна жена среће жељна

### Поново смо на почетку среће(1980)
Поново смо на почетку среће је четврти албум Шабана Шаулића; изашао је 1980. године. На албуму се налазе сљедеће пјесме:
1. На њеном венчању
2. Пружи руку помирења
3. Једна ноћ, једна луда ноћ
4. Ја нећу ништа подељено
5. Поново смо на почетку среће
6. Шта учини, сунце моје
7. Хајдемо некуд из овог града
8. Хеј, животе моја реко

### Мени је с тобом срећа обећана(1981)
Мени је с тобом срећа обећана је пети музички албум Шабана Шаулића; изашао је 1981. године. На албуму су сљедеће пјесме:
1. Мени је с тобом срећа обећана
2. Омер и Мерима
3. Нек’ те у здрављу затекне писмо
4. Љубим, љубим
5. Снег је опет, Снежана
6. Једина моја
7. А, гдје смо сада
8. Занеле ме очи њене

### Све сам с тобом изгубио(1982)
Све сам с тобом изгубио је шести музички албум Шабана Шаулића; изашао је 1982. године. На албуму се налазе сљедеће пјесме:
1. Све сам с тобом изгубио
2. Велика је срећи цена
3. То је била љубав
4. Ја сам нашем сину и отац и мајка
5. Дођи нам, сине, у госте
6. Светлана
7. Лепо моје око плаво
8. Две су жене испред мене
9. Милују ме твоји прсти мали
10. Стари друже, идемо даље

### Теби не могу да кажем не — Не плачи, душо(1984)
Теби не могу да кажем не — Не плачи, душо је седми музички албум Шабана Шаулића; изашао је 1984. године. На албуму се налазе сљедеће пјесме:
1. Теби не могу да кажем не
2. Одлазиш, одлазиш
3. Преварих се, изгубих те
4. Не плачи, душо
5. Ако ме тражиш
6. Виђаш ли ми стару љубав
7. Ти ниси била за мене
8. Три сина јунака

### Кафанска ноћ(1985)
Кафанска ноћ је осми музички албум Шабана Шаулића; изашао је 1985. године. На албуму се налазе сљедеће пјесме:
1. Кафанска ноћ
2. Гордана
3. Војничка пјесма
4. Хвала ти за љубав
5. Срећно ти било
6. Ноћас ми се с тобом спава
7. Прикрашћу се теби под прозоре
8. Краљице, срца мога
9. То можеш само ти
10. Зашто Ибре нема међу нама

### Кад би чаша знала — Лаку ноћ љубави(1986)
Кад би чаша знала — Лаку ноћ љубави је девети музички албум Шабана Шаулића; изашао је 1986. године. На албуму се налазе сљедеће пјесме:
1. Кад би чаша знала
2. Дођи за боље сутра
3. Никоме те не дам
4. Мајчина песма
5. Ти си олуја
6. Лаку ноћ љубави
7. Ти си за мене рођена
8. Још увек сам исти
9. То је жена коју волим
10. Ловачко риболовачка песма

### Бисери народне музике(1986)
Бисери народне музике су десети музички албум Шабана Шаулића; изашао је 1986. године. На албуму се налазе сљедеће пјесме:
1. Ах, мерака у вечери ране
2. Шта ћу кући тако рано
3. Тужно вјетри гором вију
4. Гдје ћеш бити лијепа Кејо
5. На ђерђефу везак везе Фата
6. На пријестољу сједи султан
7. Хеј, Мунира, гдје ти је Мухарем
8. Низ поље иду бабо сејмени
9. Нигдје зоре ни бијела дана
10. Прошетали шабачки трговци

### Краљ боема верује у љубав(1987)
Краљ боема верује у љубав је једанаести музички албум Шабана Шаулића; изашао је 1987. године. На албуму се налазе сљедеће пјесме:
1. Верујем у љубав
2. Заљубљен сам, мајко
3. Свадбарска песма
4. Живели
5. Краљ боема
6. Бол болујем
7. Три бокала за три друга
8. Маријана
9. Нема више фијакера
10. Где је мој друг Миша

### Само за њу(1988)
Само за њу је дванаести музички албум Шабана Шаулића; изашао је 1988. године. На албуму се налазе сљедеће пјесме:
1. Само за њу
2. Ти си мени и немоћ и моћ
3. Кафанац
4. С тобом је срећа
5. Дајем ти све
6. Душо моја, срећо моја
7. Љубави, веруј ми
8. Ноћна птицо, варалицо
9. Лек за душу
10. Сањам жену с малишаном

### Време за заљубљене(1989)
Време за заљубљене је тринаести музички албум Шабана Шаулића; изашао је 1989. године. На албуму се налазе сљедеће пјесме:
1. Авантура
2. Време за заљубљене
3. Причувај се мала
4. Рођена си за мене
5. Драга моја
6. Процветала љубичица
7. Љубав је велика тајна
8. Прође живот као сан
9. Болујем ти, душо
10. Гледају нас загрљене

### Љубав је песма и много више(1989)
Љубав је песма и много више је четрнаести музички албум Шабана Шаулића; изашао је 1989. године. На албуму се налазе сљедеће пјесме:
1. Хајде, срећо моја
2. Љубав је песма и много више
3. Марина
4. Љубави врати се
5. Волео сам само тебе
6. Издржи мој бол
7. Хеј, Јано, Јано
8. Отишла си туго моја
9. Пијем и певам
10. Заувек срећни били

### Помози ми друже, помози ми брате(1990)
Помози ми друже, помози ми брате је петнаести музички албум Шабана Шаулића; изашао је 1990. године. На албуму се налазе сљедеће пјесме:
1. Помози ми друже, помози ми брате
2. Сине
3. Престаћу да верујем у љубав
4. Хеј љубави несебична
5. Голубица
6. Ех што нисам ланчић мали
7. Две душе
8. Зашто нисмо заједно
9. Лело ђаволе
10. Болестан сам а није ми ништа

### Анђеоска врата(1992)
Анђеоска врата је шеснаести музички албум Шабана Шаулића; изашао је 1992. године. На албуму се налазе сљедеће пјесме:
1. Опасна си као кобра
2. Нема смрти до суђена дана
3. Знам ти болну тачку
4. Да је ту
5. Био сам пијанац
6. Анђеоска врата
7. Увенуће нарцис бели
8. И просио бих с њом
9. Песмо моја непевана
10. Чија ли је оно мала
11. Гордана
12. Ноћас ми се с тобом спава
13. Хвала ти за љубав
14. Ти си мени и немоћ и моћ
15. Дајем ти све
16. Сањам жену с малишаном
17. Авантура

### Љубавна драма(1994)
Љубавна драма је седамнаести музички албум Шабана Шаулића; изашао је 1994. године. На албуму се налазе сљедеће пјесме:
1. Хајде мала да правимо лом
2. Моја неверо
3. Привлачиш ме
4. У надању живи се и мре
5. Љубав није дуг
6. Срно моја малена
7. Мајко, све ти опраштам
8. Љубавна драма
9. Нема села без сељака
10. Не чекај скитницу

### Волим да волим(1995)
Волим да волим је осамнаести музички албум Шабана Шаулића; изашао је 1995. године. На албуму се налазе сљедеће пјесме:
1. Девојчице моја
2. Хоћу с тобом парче раја
3. Љубавно лудило
4. Волим да волим
5. Ко је тај
6. О њој се прича свашта
7. Такав је Коле
8. Твоја јакна
9. Ја нисам анђео
10. Волим те више од себе

### Теби која си отишла(1996)
Теби која си отишла је деветнаести музички албум Шабана Шаулића; изашао је 1996. године. На албуму се налазе сљедеће пјесме:
1. Теби, која си отишла
2. Она воли живот
3. Када тебе нема
4. Једну ноћ си другом дала
5. Шмекер
6. Љ. од љубави
7. Не гледај у мени пијанца и слабића
8. Анка
9. Ех, да није сан
10. Коловођа ђаво

### Од срца(1996)
Од срца је двадесети музички албум Шабана Шаулића; изашао је 1996. године. На албуму се налазе сљедеће пјесме:
1. Опрости ми нано
2. Милке душо
3. Сиротан
4. Ој, моја ружо румена
5. Хоћемо ли у Шабац на вашар
6. Када моја младост прође
7. Сестра брата кани на вечера
8. Идем кући а већ зора

### Љубав је слатка робија(1997)
Љубав је слатка робија је двадесет први музички албум Шабана Шаулића; изашао је 1997. године. На албуму се налазе сљедеће пјесме:
1. Љубав је слатка робија
2. Све ми узми душу немој
3. Дадо моја Дадо
4. Принц на белом коњу
5. Крадљивац
6. Хајде моја вило
7. Узбуди ме
8. Никад робом
9. Ој Илдо, Илка
10. Ако си море, бићу брод

### Тебе да заборавим(1998)
Тебе да заборавим је двадесет други музички албум Шабана Шаулића; изашао је 1998. године. На албуму се налазе сљедеће пјесме:
1. Тебе да заборавим
2. Срце је моје тврђава
3. Да немаш другога
4. Одем, ти ме вратиш
5. Куме, брате
6. Њено величанство, жена
7. Казни Боже једну жену
8. Нестали су дани среће

### За нови миленијум(2000)
За нови миленијум је двадесет трећи музички албум Шабана Шаулића; изашао је 2000. године. На албуму се налазе сљедеће пјесме:
1. Бојана
2. Веров’о сам теби
3. Волео сам те
4. Иди, иди опростићу
5. Два дана се свађамо
6. Љубав само љубав
7. Рај Божији
8. Маро душо

### Нема ништа мајко од твога весеља(2001)
Нема ништа мајко од твога весеља је двадесет четврти музички албум Шабана Шаулића; изашао је 2001. године. На албуму се налазе сљедеће пјесме:
1. Ено, ено
2. Нема ништа мајко од твога весеља
3. Необична као ти
4. Елена
5. Само нека Ћира свира
6. Моја малена
7. Пати, вени к’о сви остављени
8. Сејо моја
9. Срце си ми украла
10. Ана